# Kaptrumpet
Kaptrumpet (Tecoma capensis) är en art i familjen katalpaväxter från östra och södra Afrika. Arten odlas ibland som krukväxt i Sverige och är en vanlig prydnadsväxt i varma länder. Det är den enda afrikanska arten i släktet, de andra kommer från Amerika. Ibland förs kaptrumpet till ett eget släkte, kaptrumpetssläktet (Tecomaria).

## Synonymer

### Svenska
Ett synonymt svenskt namn är kapkaprifol.

### Vetenskapliga
- Bignonia capensis Thunb.
- Gelseminum capense (Thunb.) Kuntze
- Tecomaria capensis (Thunb.) Spach
- Tecomaria krebsii Klotzsch
- Tecomaria petersii Klotzsch